# Saint-Astier (Dordogne)
Saint-Astier (okzitanisch Sench Astier) ist eine Kleinstadt und eine französische Gemeinde mit 5.309 Einwohnern (Stand: 1. Januar 2022) im Département Dordogne in der Region Nouvelle-Aquitaine. Die Gemeinde besteht aus dem Hauptort sowie einigen Weilern (hameaux) und Einzelgehöften (fermes).

## Lage und Klima
Die Stadt Saint-Astier liegt am Westufer der Isle in der Kulturlandschaft des Périgord auf einer Höhe von ca. 75 m. Die Stadt Périgueux liegt ca. 20 Kilometer nordwestlich; die Kleinstadt Ribérac befindet sich ca. 25 Kilometer südöstlich. Durch die Gemeinde führt die Autoroute A89 von Bordeaux nach Brive-la-Gaillarde. Das Klima ist gemäßigt; Regen (ca. 860 mm/Jahr) fällt übers Jahr verteilt.

## Bevölkerungsentwicklung
| Jahr      | 1800 | 1851 | 1901 | 1954 | 1999 | 2018 |
| Einwohner | 1985 | 2826 | 2942 | 3933 | 5098 | 5422 |

Das anhaltende Bevölkerungswachstum der Kleinstadt ist in hohem Maße auf die Zuwanderung aus den ländlichen Gebieten in der Umgebung infolge der zunehmenden Mechanisierung der Landwirtschaft und der Aufgabe bäuerlicher Kleinbetriebe zurückzuführen.

## Wirtschaft und Infrastruktur
Die Bewohner der Gemeinde lebten jahrhundertelang als Selbstversorger von der Land- und Forstwirtschaft (Getreideanbau, Holzkohle); Obst und Gemüse wurden in den hauseigenen Gärten angebaut oder auf dem Markt angeboten. Der kalkreiche Untergrund bildet seit dem 19. Jahrhundert die Grundlage für eine überregional bedeutsame Baustoffindustrie (Baukalk, Stuck und Gips). Die Stadt verfügt über  mehrere Einrichtungen des Gesundheits- und Bildungswesens.

### Verkehr
Saint-Astier liegt an der Bahnstrecke Coutras–Tulle und wird im Regionalverkehr mit TER-Zügen bedient.

## Geschichte
Die nachweisbare Geschichte der Gegend reicht bis in die Steinzeit zurück. Aber auch gallorömische Funde wurden gemacht; der Name der Stadt geht auf einen als heilig verehrten Einsiedler des 6. Jahrhunderts mit Namen Asterius zurück. Im Jahr 849 wurde der Ort von den Normannen überfallen. Im 10. und 11. Jahrhundert entstanden die ersten bekannten Kirchen des Ortes. Im Jahr 1219 wurde der Ort befestigt.

## Sehenswürdigkeiten

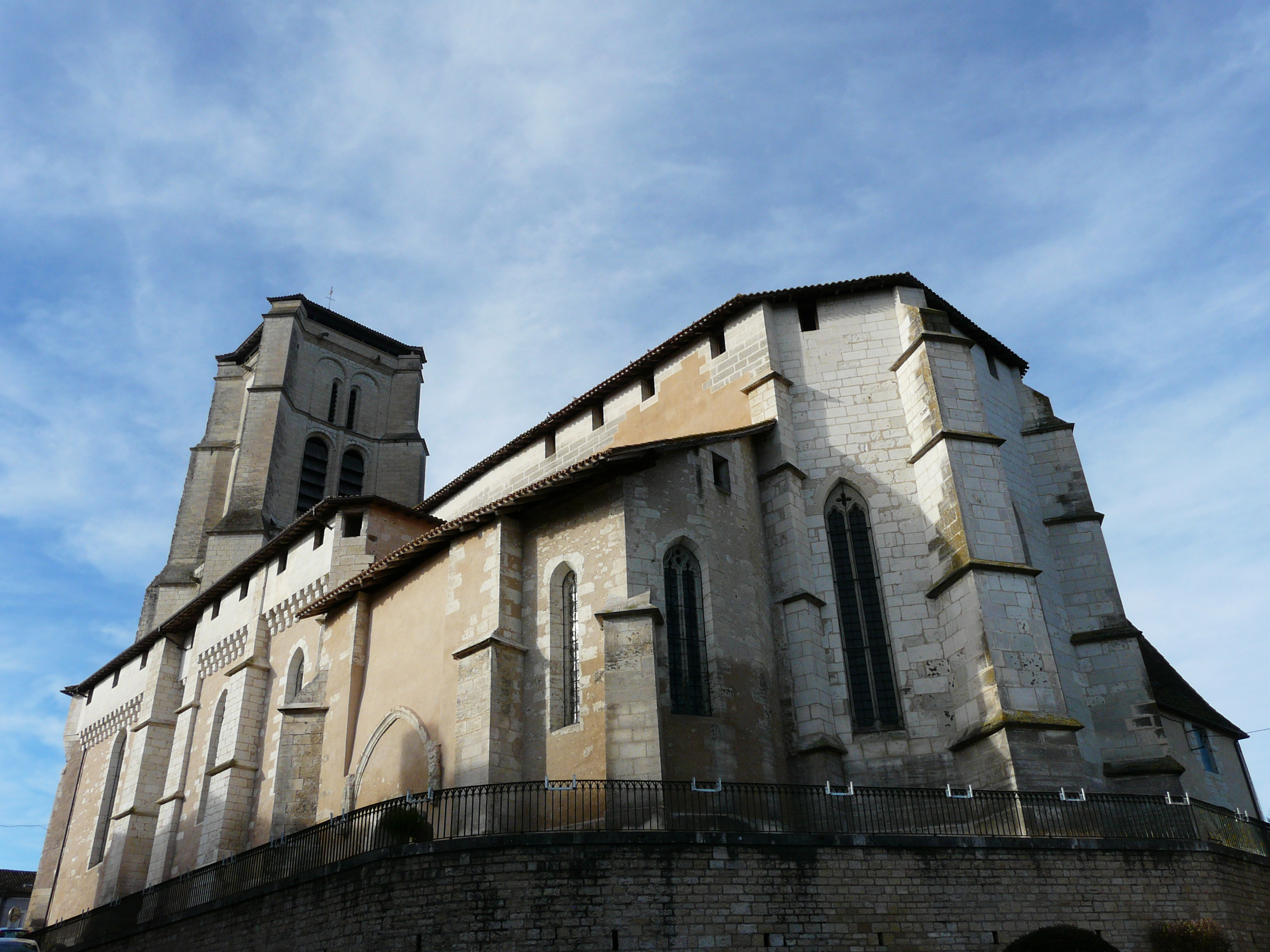
Kirche Saint-Astier

- Kirche Saint-Astier, erbaut im 11. Jahrhundert, umgebaut im 15. Jahrhundert, Monument historique seit 1910[4]
- Waldkapelle (Chapelle des Bois) aus dem 17. Jahrhundert, umgebaut im 19. Jahrhundert, Monument historique seit 2007[5]
- Château de Bruneval
- Manoir de Brouillaud, Monument historique seit 1979[6]
- Château de Crognac aus dem 19. Jahrhundert
- Manoir d’Excideuil
- Repaire de Fareyrou bzw. Chartreuse de Fareyrou, erbaut im 16. Jahrhundert, Monument historique seit 2008[7]
- Manoir des Ferrières
- Château de la Batud aus dem 15. Jahrhundert
- Manoir de Petit-Puy
- Château de Puyferrat, Monument historique seit 1862[8]
- Château du Puy-Saint-Astier aus dem 15. Jahrhundert, umgebaut im 17./18. Jahrhundert, Monument historique seit 1988[9]; mit Taubenturm

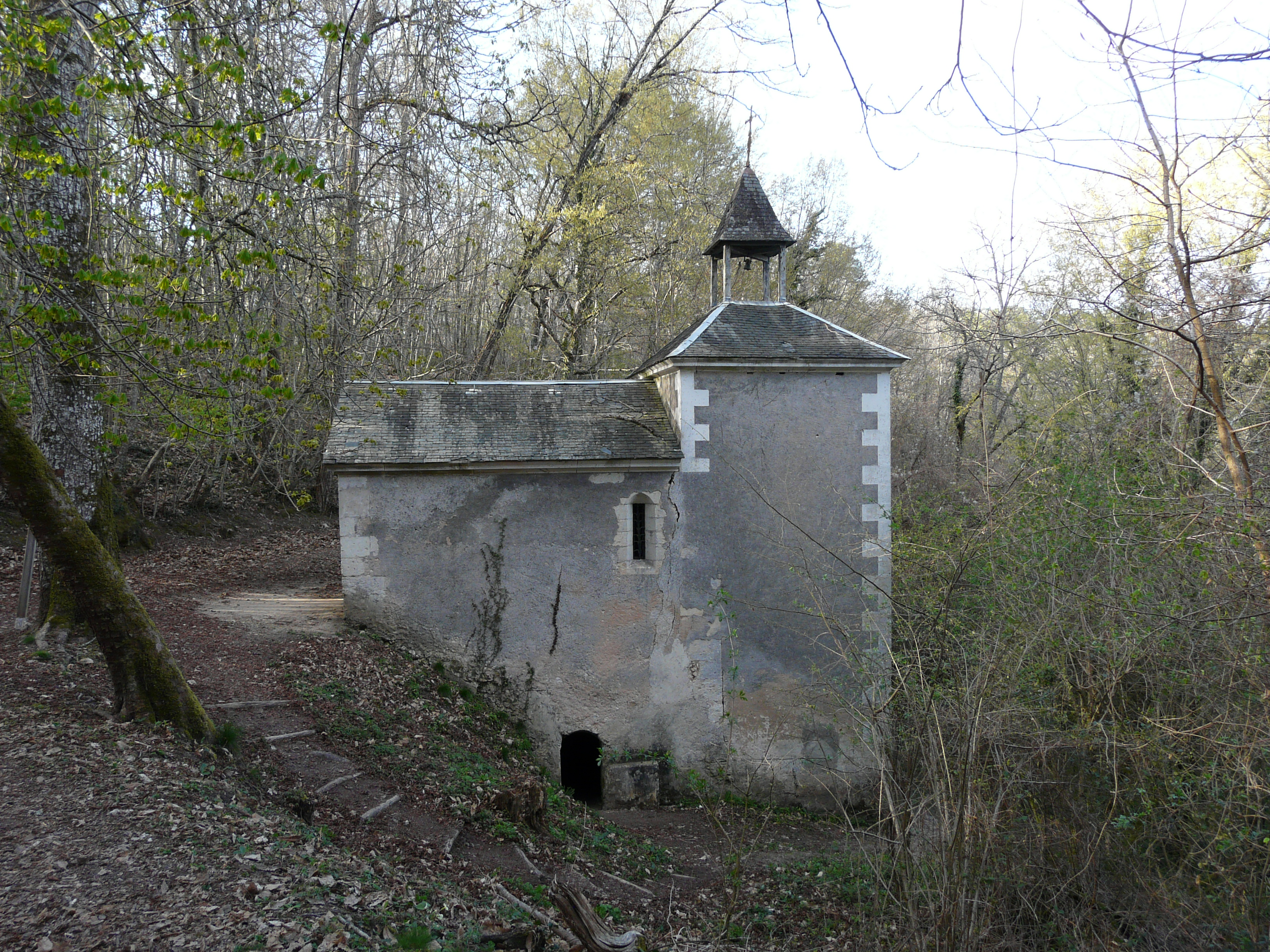
Kapelle im Wald
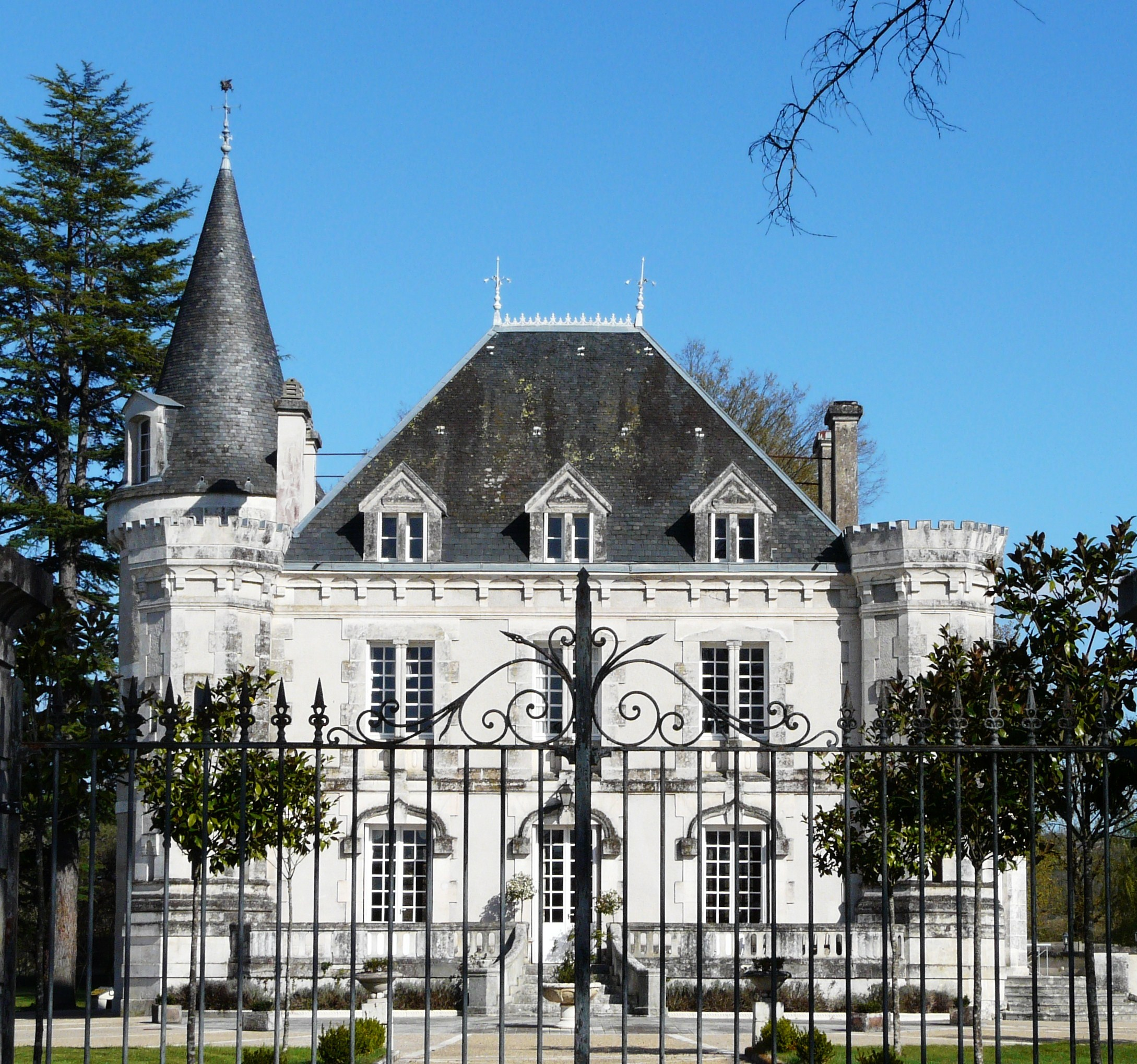
Château de Bruneval
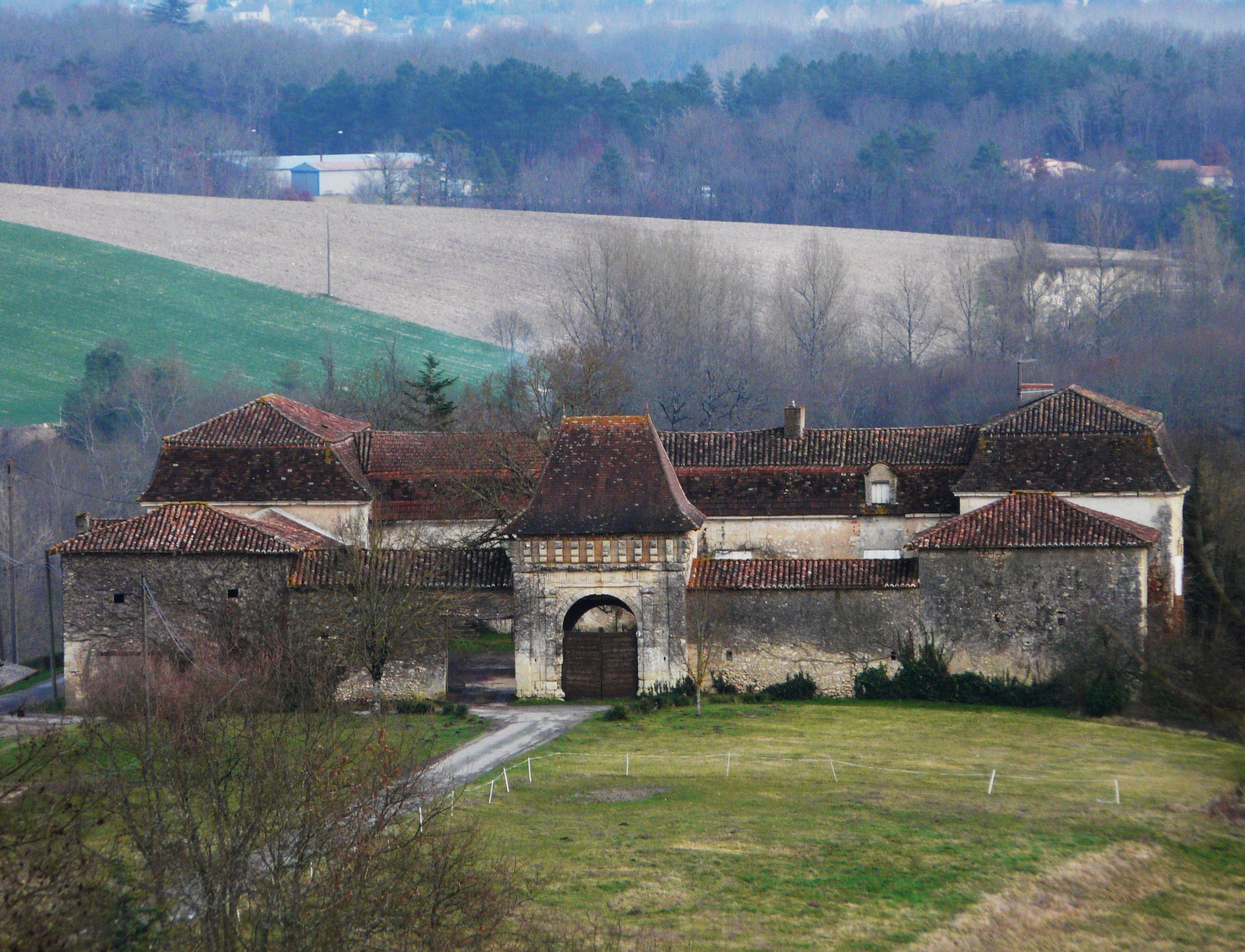
Chartreuse de Fareyrou
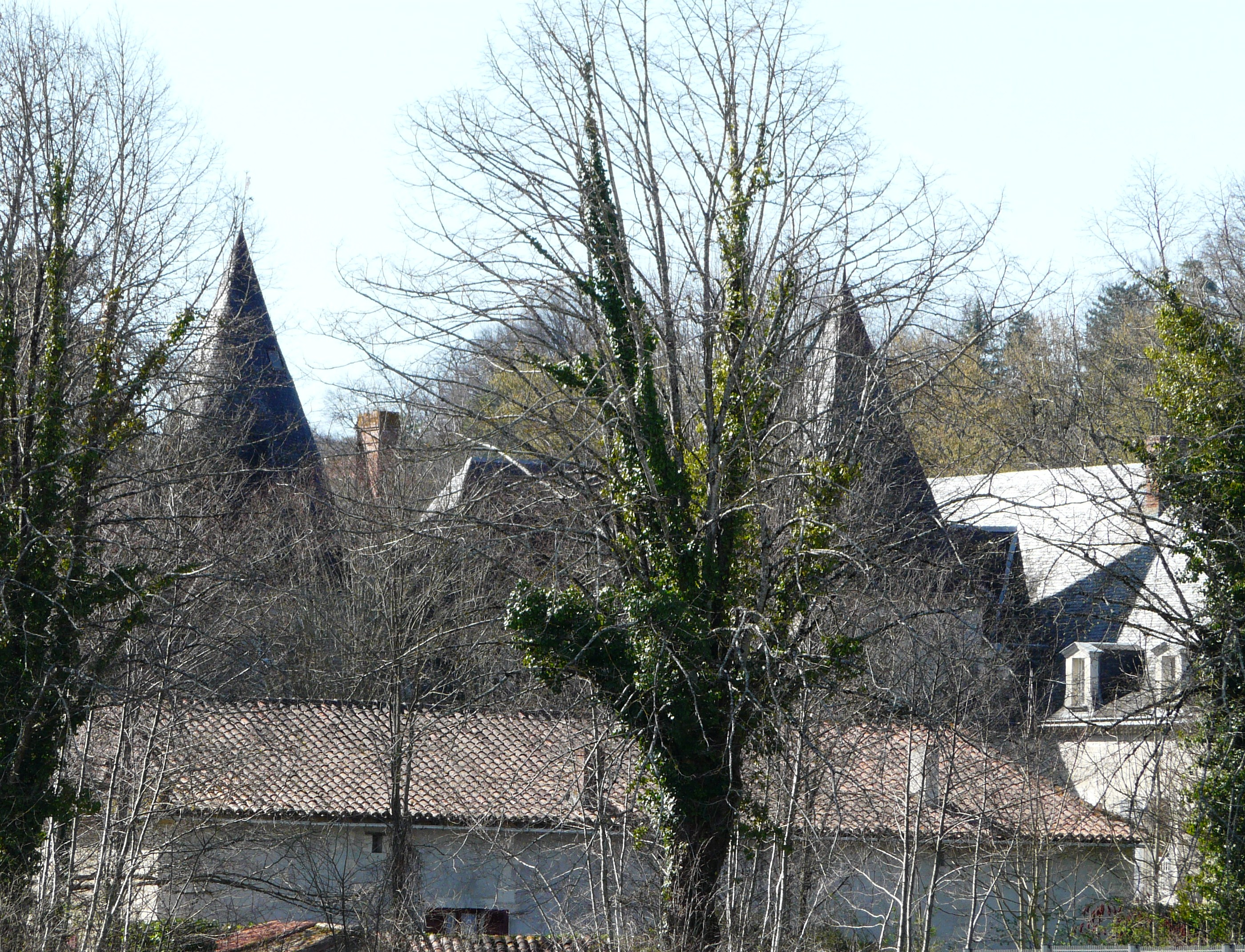
Türme des Château de la Batud
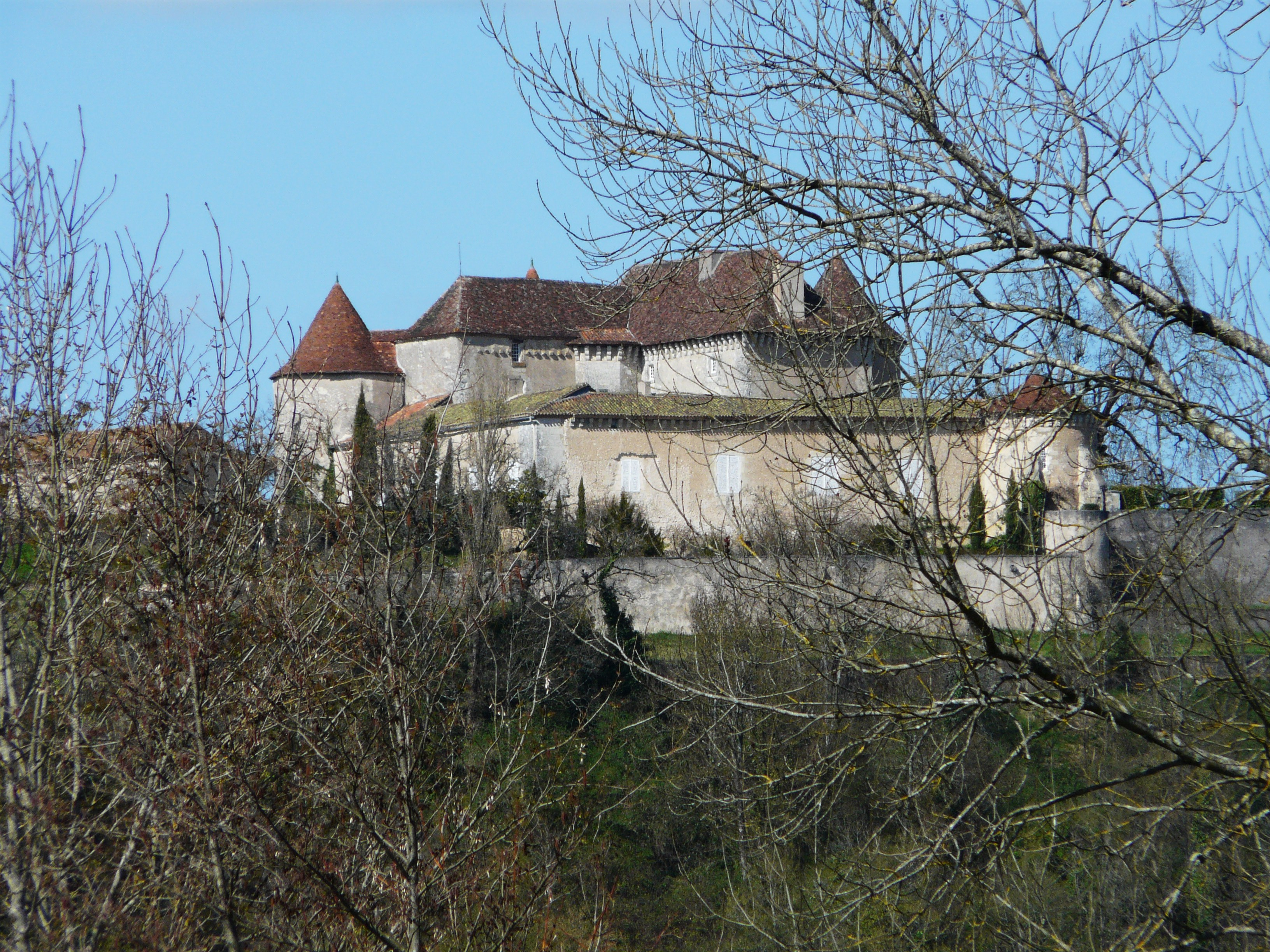
Château du Puy-Saint-Astier
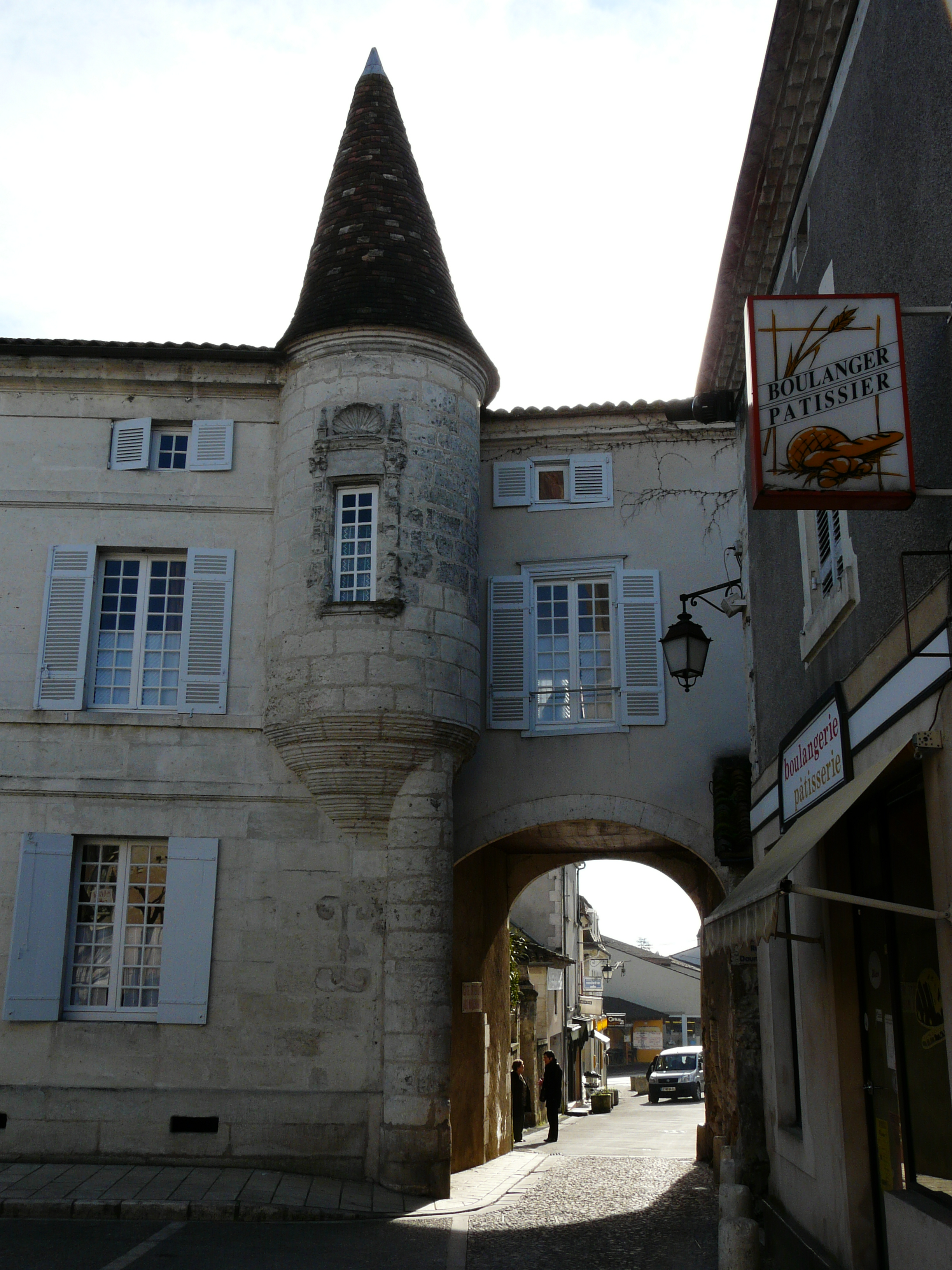
Maison à tourelle in der Passage du Marché

## Partnerschaften
- Über das Collège de Saint-Astier wird seit dem Jahr 1969 eine Partnerschaft mit der laotischen Gemeinde Kengkok unterhalten.
- Mit der italienischen Gemeinde Annone Veneto besteht seit dem Jahr 2017 eine Gemeindepartnerschaft.

## Persönlichkeiten
- Jacqueline Robin (1917–2007), Pianistin
- Norbert Aujoulat (1946–2011), Prähistoriker